# Norrfjärdens församling
Norrfjärdens församling är en församling i Pite kontrakt i Luleå stift. Församlingen ligger i Piteå kommun i Norrbottens län och utgör ett eget pastorat.

## Administrativ historik
Enligt beslut den 31 mars 1905 skulle, sedan vissa villkor blivit uppfyllda, utbrytas en församling benämnd Norrfjärden i norra delen av Piteå landsförsamling. Församlingen bildades 1 maj 1915 (enligt beslut 31 december 1914) och hade 4 600 invånare (befolkning 31 december 1915) och omfattande en areal av 501,76 km², varav 482,01 km² land.
Norrfjärdens församling omfattade enligt beslut vid bildandet följande byar och hemman: Abborrtjärn, Altergård, Storfors, Backträsk, Berkön, Bodträsk, Långträsk eller Bodträsk nr 4, Bredträsk, Brännträsk, Brännträskhed, Älvsborg, Grundträsk, Holmträsk, Håkansön, Porsnäs, Hälleström, Kopparnäs, Krokvattnet, Kälsheden eller Rosfors, Långträsk, Långvik, Långås, Nybyn, Rosvik, Sjulsmark, Svartnäs, Trundavan och Västmark; samt lägenheterna och holmarna Jondems nybruk, Ämbetsjorden, Långviks glasbruks tomt, Långöra, Sandön med Guldsmedsholmen och Bredskäret, Gråskälshällarne, Halsörn, Patta Peken, Peken, holme öster om Norra Mörön, Skabbgrundet, Stora Björn och holme norr om Sandön och Timmerman.
1 januari 1933 (enligt beslut 18 mars 1932) överfördes holmarna Lilla Björn och Olsvensakallen omfattande en areal av 0,04 km², varav allt land till Norrfjärdens församling från Piteå landsförsamling. 1 januari 1941 (enligt beslut 15 mars 1940) överfördes vissa utskiften med 29 invånare och omfattande en areal av 57,86 km², varav allt land, från Norrfjärdens församling till Älvsby församling. 1 januari 1973 överfördes till Norrfjärdens församling från Piteå landsförsamling och Piteå kyrkobokföringsdistrikt ett obebott område omfattande en areal av 0,0 km².

### Pastorat
Norrfjärdens församling har sedan den bildades utgjort ett eget pastorat.

## Areal
Norrfjärdens församling omfattade den 1 januari 1921 en areal av 501,76 km², varav 482,01 km² land, och den 1 januari 1952 en areal av 443,94 km², varav 424,19 km² land. Båda dessa arealsiffror var baserade på Generalstabskartan i skala 1:100 000 över Norrbottens län upprättad 1876-1897. Efter nymätningar och arealberäkningar färdiga den 1 januari 1954 baserade på nya kartor (ekonomiska kartan i skala 1:10 000) omfattade församlingen den 1 januari 1961 en areal av 510,77 km², varav 490,94 km² land. Norrfjärdens församling omfattade den 1 januari 1986 en areal av 510,8 km², varav 491,0 km² land.

## Befolkningsutveckling
| Befolkningsutvecklingen i Norrfjärdens församling 1920–2015 | Befolkningsutvecklingen i Norrfjärdens församling 1920–2015 | Befolkningsutvecklingen i Norrfjärdens församling 1920–2015 | Befolkningsutvecklingen i Norrfjärdens församling 1920–2015 | Befolkningsutvecklingen i Norrfjärdens församling 1920–2015 |
| --- | ----------------------------------------------------------- | ----------------------------------------------------------- | ----------------------------------------------------------- | ----------------------------------------------------------- |
| |                                                             |                                                             |                                                             |                                                             |
| År |                                                             |                                                             | Folkmängd                                                   |                                                             |
| 1920 | 1920                                                        |                                                             | 4 834                                                       |                                                             |
| 1925 | 1925                                                        |                                                             | 4 890                                                       |                                                             |
| 1930 | 1930                                                        |                                                             | 4 887                                                       |                                                             |
| 1935 | 1935                                                        |                                                             | 4 938                                                       |                                                             |
| 1940 | 1940                                                        |                                                             | 4 857                                                       |                                                             |
| 1945 | 1945                                                        |                                                             | 4 799                                                       |                                                             |
| 1950 | 1950                                                        |                                                             | 4 658                                                       |                                                             |
| 1955 | 1955                                                        |                                                             | 4 530                                                       |                                                             |
| 1960 | 1960                                                        |                                                             | 4 134                                                       |                                                             |
| 1965 | 1965                                                        |                                                             | 3 774                                                       |                                                             |
| 1970 | 1970                                                        |                                                             | 3 638                                                       |                                                             |
| 1975 | 1975                                                        |                                                             | 4 069                                                       |                                                             |
| 1980 | 1980                                                        |                                                             | 5 993                                                       |                                                             |
| 1985 | 1985                                                        |                                                             | 6 140                                                       |                                                             |
| 1990 | 1990                                                        |                                                             | 6 107                                                       |                                                             |
| 1995 | 1995                                                        |                                                             | 6 000                                                       |                                                             |
| 2000 | 2000                                                        |                                                             | 5 672                                                       |                                                             |
| 2005 | 2005                                                        |                                                             | 5 759                                                       |                                                             |
| 2010 | 2010                                                        |                                                             | 5 669                                                       |                                                             |
| 2015 | 2015                                                        |                                                             | 5 762                                                       |                                                             |
| Anm: För åren 1920-1945: befolkning enligt folkräkning 31 december enligt den administrativa indelningen den 1 januari följande år. 1950 avser befolkning enligt folkräkning den 31 december enligt den administrativa indelningen den 1 januari 1952. 1960-1970 avser befolkning enligt folkräkning den 1 november enligt den administrativa indelningen den 1 januari följande år. För åren 1925, 1955 samt 1975-2015: befolkning 31 december enligt den administrativa indelningen den 1 januari följande år. Sedan 1 januari 2016 sker inte folkbokföring per församling och därmed kan det hända att vissa personer inte ingår i församlingens folkmängd då de är skrivna på den fiktiva fastigheten På kommunen skriven som inte delas upp på församlingsnivå då de inte kunnat folkbokföras på en särskild befintlig fastighet. Den totala befolkningen i Svenska kyrkans församlingar är därför något lägre än den totala befolkningen i riket. |                                                             |                                                             |                                                             |                                                             |

## Kyrkor
- Norrfjärdens kyrka
- Rosviks kyrka